# Michal Hanek
Michal Hanek (* 18. September 1980 in Trenčín) ist ein slowakischer Fußballspieler. 

## Sportliche Laufbahn
Hanek begann seine Karriere beim TTS Trenčín, ehe er in die Jugendmannschaft des FC Nitra wechselte. 1998 kam er in die erste Mannschaft des MFK Dubnica. Im Januar 2003 ging der Abwehrspieler nach Russland zum FK Dynamo Moskau. Nach zwei Jahren bei Dynamo kam der Wechsel zum AC Sparta Prag nach Tschechien. Im Oktober 2006 kehrte er in die Slowakei zurück und ging zu ŠK Slovan Bratislava. 2009 konnte er den slowakischen Meistertitel feiern. Danach spielte er eine Saison beim 1. FC Tatran Prešov. Von 2010 bis Januar 2012 war er in Polen bei Polonia Bytom und Zagłębie Lubin unter Vertrag. Von Januar bis Sommer 2012 stand er beim Bundesligaabsteiger in Österreich dem Kapfenberger SV unter Vertrag. Nach dem Abstieg wechselte er nach Ungarn zum Diósgyőri VTK. 
International spielte er bisher 14 Mal für die Slowakei.

## Erfolge
- slowakischer Meister 2009